# Granat obronny wz.KC
Granat obronny wz. KC – granat obronny polskiej produkcji, używany przez Wojsko Polskie. Granat był wykonany ze skorupy w kształcie jajowym wykonanej z żelaza o grubości 6–8 mm, rozrywającej się w trakcie wybuchu na bardzo wiele małych raniących odłamków. Jej waga wynosiła 305 g. Skorupa pomalowana była na czarno lakierem asfaltowym.
Materiałem wybuchowym był proch czarny w ilości około 40 g. Granat posiadał zapalnik czasowy wz. AC. 23 o ciężarze około 125 g.
Granat działał odłamkami, na które rozpadała się pokarbowana skorupa. Ich rozrzut to do kilkudziesięciu metrów od miejsca wybuchu. Używany był tylko z ukrycia. Został zastąpiony granatem obronnym wz.23.